# مات‌نفرورع
مات‌نفرورع (انگلیسی: Maathorneferure) یا مات-هور-نفرو-رع یک ملکه همسر در مصر باستان بود. او همسر بزرگ سلطنتی رامسس دوم (۱۲۷۹–۱۲۱۳ قبل از میلاد، طبق استاندارد «گاه‌شماری کوتاه مصر») بود.

## خانواده
مات‌نفرورع دختر پادشاه هیتی‌ها خاتوشیلی سوم و همسرش ملکه بودوخیبا بود. او خواهر ولیعهد نریکالی از هیتی و خواهر پادشاه هیتی بعدی تودخالیای چهارم بود. منابع مصری ادعا می‌کنند که مات‌نفرورع دختر بزرگ پدر و مادرش بود که مشخصاً به عنوان پادشاه و ملکه هیتی‌ها شناخته می‌شود.
مات‌نفرورع با فرعون مصر باستان رامسس دوم در سال ۳۴ ازدواج کرد، و تبدیل به یک ملکه ارشد و همسر بزرگ پادشاه شد. مادر رامسس دوم و دو ملکه اصلی رامسس دوم قبل از سال ۳۴ مرده بودند، که این امکان بالقوه وجود داشت که مات‌نفرورع به عنوان ملکه اصلی تبدیل شود؛ با این وجود، او این عنوان را با چندین دختر رامسس دوم به اشتراک گذاشت. وضعیت مات‌نفرورع به عنوان همسر بزرگ پادشاه (بر خلاف سایر همسران خارجی رامسس)، به نظر می‌رسد پیش‌شرط اتحاد ازدواج بوده که توسط والدین او تعیین شده بود.
نام اصلی شاهزاده خانم هیتی با قطعیت مشخص نیست، اگرچه «اِلمار اِدل» پیشنهاد کرده است که او را با «شائوشکانو» (نام تا حدی بازسازی شده) که در نامه ای از خاتوشیلی سوم به رامسس دوم ذکر شده است، شناسایی کنند. پس از ورود به مصر و ازدواج با رامسس دوم، او به مات-هور-نفرو-رع ("کسی که هوروس، شکوه و جلال رع می‌بیند") یا مات-نفرو-رع ("کسی که شکوه و جلال را می‌بیند") تغییر نام داد، بسته به اینکه علامت شاهین در نام خوانده شود یا خیر. از طرف دیگر، ممکن است «معات-هور» یک عنوان یا القاب ملکه‌ای باشد («کسی که هوروس را می‌بیند»)، و نام مصری جدید شاهزاده خانم به‌طور ساده‌تر نفرو-رع («شکوه رع») بوده است.

## زندگی
مصر و امپراتوری هیتی‌ها از زمان سقوط پادشاهی میتانی به‌طور فزاینده ای در تضاد و جنگ بودند که در نبرد کادش در ۱ مه ۱۲۷۴ پیش از میلاد به اوج خود رسید. ازدواج مات‌نفرورع با پادشاه مصر نتیجه روند صلح بعدی بود که با امضای پیمان صلح سیزده سال قبل، در پاییز ۱۲۵۹ قبل از میلاد آغاز شده بود.
پیش از این ازدواج مذاکرات طولانی بین دربار مصر و هیتی‌ها صورت گرفت. رامسس دوم نسبت به تداوم تأخیرها ابراز نگرانی کرد، در حالی که ملکه هیتی‌ها بودوخیبا توضیح داد که او باید دخترش را با جهیزیه مناسب که به سرعت جمع‌آوری آن دشوار بود، به سبک و سیاق سنتی خودشان نزد داماد بفرستد. مکاتبات دیپلماتیک برابری واقعی بین دو دربار و ازدواج در حال تنظیم را نشان می‌دهد. با این حال، در مصر باستان، همان‌طور که در «سنگ یادبود ازدواج» از معبد ابوسیمبل توضیح داده شده است، برای مثال، این رویداد به عنوان تسلیم پادشاه هیتی به رامسس دوم ارائه شد، و ظاهراً خاتوشیلی سوم خودش آمد تا همه کالاهای خود را به رامسس به عنوان خراج و دختر بزرگش را به عنوان همسر تقدیم کند. این دعای رامسس به خدای ست بود که برای اطمینان از آب و هوای مطلوب در طول سفر زمستانی انجام شد. بعدها، رامسس دوم یک اسکورت نظامی برای اطمینان از امنیت و افتخار عروسش فرستاد و او تحت حمایت نیروهای هیتی و مصری به مصر رفت.
شاهدخت هیتی خاتوشا پایتخت هیتی‌ها را در پاییز ۱۲۴۶ پیش از میلاد، همراه با مادرش، ملکه بودوخیبا به سمت مرز ترک کرد. مات‌نفرورع با اسکورت وسیعی از جمله نیروهایی که از شاهدخت و کاروان جهیزیه‌اش مملو از طلا، نقره، برنز، گاو و گوسفند و بردگان محافظت می‌کردند، سفر می‌کرد. در مرز مصر، پیامی به فرعون فرستاده شد: «آنها از کوه‌های بی‌آب و گذرگاه‌های خطرناک عبور کرده‌اند تا به مرز پادشاهی اعلیحضرت برسند.» رامسس یک نیروی نظامی برای پیوستن به شاهزاده خانم و همراهانش از طریق کنعان و به مصر فرستاد. او بین دسامبر ۱۲۴۶ و ژانویه یا فوریه ۱۲۴۵ قبل از میلاد به پر–رامسس رسید. مراسم ازدواج و دومین سالگرد رامسس دوم در «سنگ یادبود ازدواج» در معبد ابوسیمبل در اواخر همان سال برگزار شد.
برای رامسس دوم، این ازدواج شاید به ویژه برای جهیزیه بزرگی که به دست آورده بود، ارزشمند بود. با این وجود، مات‌نفرورع دست‌کم برای مدتی در دربار اقامت داشت و از فرستدگان و ایلچی‌هایی از جانب پدرش نزد او می‌آمدند، پیش ازان که بنا به شواهد در قصر حرمسرا در مر-ور (قروب امروزی) مستقر شود. این موضوع گاهی به عنوان خلع ید یک ملکه نامحبوب تعبیر می‌شود. به نظر می‌رسد که مات‌نفرورع یک دختر به دنیا آورده است، احتمالاً نفرورع، سی و یکمین دختر رامسس دوم مطابق با صف‌بندی فرزندانش در ابیدوس. تولد این نوه به عنوان خبر خوشحال‌کننده توسط پادشاه و ملکه هیتی دریافت شد که در برخی از مکاتبات دیپلماتیک نشان می‌دهد.
نام مات‌نفرورع در پاپیروس یافت شده در قروب ذکر شده است. در متن تا حدی حفظ شده روی پاپیروس آمده است: «[...] کیسه کوچک، همسر پادشاه مات‌نفرورع (طولانی باد عمرش) (دختر) فرمانروای بزرگ هیتی‌ها، [...] جامه دایت ۲۸ ذراع، ۴ وجب، عرض ۴ ذراع، [کیسه؟] از ۱۴ ذراع، ۲ وجب و عرض ۴ ذراع - ۲ عدد [...] وجب، عرض ۴ عدد ذراع.
در حال حاضر در تانیس مجسمه عظیم آسیب دیده رامسس دوم، شکل کوچک و عمدتاً تخریب شده مات‌نفرورع را نشان می‌دهد که پای چپ شوهرش را لمس می‌کند و عنوان، کارتوش نام و نام خانوادگی او روی سطح کنارش حک شده است: "همسر بزرگ پادشاه، بانوی دو سرزمین، دختر بزرگ، مات-هور-نفرو-رع دختر رئیس بزرگ هیتی‌ها.» او به همین ترتیب در کنار شوهرش بر روی لوح از جنس سنگ صابون از تل الیهودیه الحدیثه نامگذاری شده است.
همان‌طور که در «لوح یادبود کوپتوس» مربوط به سال ۴۰ (۱۲۴۰ پیش از میلاد) یا ۴۲ (۱۲۳۸ پیش از میلاد) از رامسس دوم گزارش شده است، ممکن است مات‌نفرورع پیش از ازدواج رامسس دوم با دختر دوم ناشناس پادشاه هیتی مرده باشد.